# Cronos: The New Dawn
Cronos: The New Dawn (traducción literal: Cronos: el nuevo amanecer) es un próximo videojuego de survival horror que se lanzará en 2025, desarrollado y publicado por Bloober Team. Su lanzamiento está previsto para PlayStation 5, Windows, Xbox Series X/S y Nintendo Switch 2 el 5 de septiembre de 2025.

## Premisa y modo de juego
La historia sigue al Viajero, agente de una enigmática organización conocida como el Colectivo. El Viajero debe sobrevivir en un páramo futurista y viajar en el tiempo a la Polonia de los años 80 para rescatar a las personas que no sobrevivieron al Cambio, un cataclismo que convirtió a los humanos en monstruos conocidos como «Huérfanos» (en idioma original: «Orphans»). Cronos: The New Dawn es un videojuego de survival horror que se juega en tercera persona. El Viajero puede usar habilidades cuerpo a cuerpo y diversas armas de fuego, como pistolas y escopetas, para derrotar a los enemigos. Si no se eliminan correctamente los enemigos derrotados con fuego, un enemigo superviviente se fusionará con los cadáveres de los no muertos, creando una versión endurecida y más difícil de vencer del mismo enemigo.

## Desarrollo
Cronos: The New Dawn es desarrollado por Bloober Team. El desarrollo del juego comenzó a finales de 2021, cuando el equipo de The Medium fue asignado a Cronos. Bloober Team optó por crear un juego de terror y ciencia ficción porque también estaban trabajando en un remake de Silent Hill 2, que presentaba una temática más realista. El juego presenta una ambientación retrofuturista, que el equipo compara con Alien y las antiguas películas de Star Wars. «New Dawn» es la zona de juego inicial de Cronos, y su diseño se inspiró en Cracovia durante el régimen comunista de los años 80. La ambientación se basó en la arquitectura brutalista. El equipo se inspiró en varias películas y series de televisión, como 12 Monkeys, Dark y Aniquilación. El horror corporal inspiró el diseño de los enemigos del juego, y el equipo citó a The Thing como fuente de inspiración. El equipo consideró a Cronos como un juego basado en una narrativa que cuenta «una historia íntima sobre personas y personajes».
Tras el lanzamiento de The Medium, el estudio quería emprender un proyecto más grande y pasar de hacer juegos de aventuras a algo más centrado en la jugabilidad. En 2023, el cofundador de Bloober Team, Piotr Babieno, anunció que el estudio dejará de crear juegos de terror psicológico y pasará a crear juegos de terror para el mercado masivo. En cuanto a la jugabilidad, el juego se inspiró en Dead Space y Alan Wake, ambos con mecánicas de combate únicas que alientan a los jugadores a ser estratégicos mientras luchan contra los enemigos. El codirector Jacek Zięba añadió que, en términos de jugabilidad, el juego era «más Resident Evil y menos Silent Hill.

## Lanzamiento
Private Division originalmente iba a publicar Cronos: The New Dawn, aunque abandonó el acuerdo en mayo de 2024. En octubre de 2024, Bloober Team anunció oficialmente el juego y lo autopublicará. Su lanzamiento para macOS, PlayStation 5, Windows y Xbox Series X/S está previsto para el 5 de septiembre de 2025. En junio de 2025, se anunció que Skybound Games distribuiría la edición física de PlayStation 5. El 31 de julio de 2025, se anunció en un Nintendo Direct que el juego también saldrá en la nueva consola de Nintendo.